# Manily (kraï du Kamtchatka)
 (août 2024).
La mise en forme du texte ne suit pas les recommandations de Wikipédia : il faut le « wikifier ».
Les points d'amélioration suivants sont les cas les plus fréquents. Le détail des points à revoir est peut-être précisé sur la page de discussion.
- Les titres sont pré-formatés par le logiciel. Ils ne sont ni en capitales, ni en gras.
- Le texte ne doit pas être écrit en capitales (les noms de famille non plus), ni en gras, ni en italique, ni en « petit »…
- Le gras n'est utilisé que pour surligner le titre de l'article dans l'introduction, une seule fois.
- L'italique est rarement utilisé : mots en langue étrangère, titres d'œuvres, noms de bateaux, etc.
- Les citations ne sont pas en italique mais en corps de texte normal. Elles sont entourées par des guillemets français : « et ».
- Les listes à puces sont à éviter, des paragraphes rédigés étant largement préférés. Les tableaux sont à réserver à la présentation de données structurées (résultats, etc.).
- Les appels de note de bas de page (petits chiffres en exposant, introduits par l'outil «  Source ») sont à placer entre la fin de phrase et le point final[comme ça].
- Les liens internes (vers d'autres articles de Wikipédia) sont à choisir avec parcimonie. Créez des liens vers des articles approfondissant le sujet. Les termes génériques sans rapport avec le sujet sont à éviter, ainsi que les répétitions de liens vers un même terme.
- Les liens externes sont à placer uniquement dans une section « Liens externes », à la fin de l'article. Ces liens sont à choisir avec parcimonie suivant les règles définies. Si un lien sert de source à l'article, son insertion dans le texte est à faire par les notes de bas de page.
- La présentation des références doit suivre les conventions bibliographiques. Il est recommandé d'utiliser les modèles {{Ouvrage}}, {{Chapitre}}, {{Article}}, {{Lien web}} et/ou {{Bibliographie}}. Le mode d'édition visuel peut mettre en forme automatiquement les références.
- Insérer une infobox (cadre d'informations à droite) n'est pas obligatoire pour parachever la mise en page.

Pour une aide détaillée, merci de consulter Aide:Wikification.
Si vous pensez que ces points ont été résolus, vous pouvez retirer ce bandeau et améliorer la mise en forme d'un autre article.
Manily (en russe : Манилы) est un village du raïon de la Penjina, dans le kraï du Kamtchatka en Russie.

## Géographie

### Situation
Le village est situé près du confluent du petit fleuve Manily et de la rivière Penjina, près de l'embouchure de cette dernière, non loin de la côte de la baie de la Penjina et de la mer d'Okhotsk.

### Climat
Manily est située dans une zone climatique subarctique très froide, avec des hivers longs et enneigés et des étés courts, froids et pluvieux.

### Environnement
Le village se situe dans la toundra sibérienne. Des abres pas très grands, l'aulne et le saule, ne se trouvent que dans la plaine inondable des rivières Penjina et Manilka. En été, il y a beaucoup de baies autour du village. Les résidents locaux récoltent des chicoutés, du chèvrefeuille et beaucoup d'airelles rouges et de myrtilles. Non loin de Manily se trouvent également des plantes inscrites au Livre rouge : la racine dorée (Rhodiola rosea) et le romarin sauvage (Rhododendron jaune). Des ossements de mammouth ont été découverts non loin du village.

### Voies de communication et transports
Manily est l'un des villages les plus inaccessibles du Kamtchatka. Le village est relié par une route d'hiver automobile au centre administratif de la région, Kamenskoïe. La majeure partie de l'année, entrer à Manily et en sortir n'est possible que par hélicoptère. Bien qu'il existe un port dans le village de Manily, le transport de passagers le long de la côte du Kamtchatka n'a pas été assuré depuis près de 20 ans. Les résidents locaux ont un moyen de transport peu coûteux mais totalement illégal. Les capitaines de navires de pêche ou de cargo transportent illégalement des passagers pour peu d'argent. Les personnes sont transportées dans des locaux techniques ou même dans des soutes. En raison de la pauvreté généralisée, ce moyen de transport illégal est souvent le seul moyen pour les résidents locaux de se rendre sur le continent. Le coût des billets d'avion pour le centre régional atteint souvent les 50 000 roubles( équivalent à près de 535 euro).

## Histoire
La première mention de l'endroit où se trouve aujourd'hui le village de Manily remonte à 1658. L'explorateur russe Ivan Kamchaty (l'un des découvreurs de la péninsule du Kamtchatka) s'est rendu ici. Le nom même du village Koryak de Manily, selon la légende, vient du nom du propriétaire solitaire de Yaranga Maynele, qui vivait à l'embouchure de la rivière Penjina.
Dans les années 1930, Manily faisait partie de la ferme collective Vodopyanov. Au début des années 1950, cette ferme d'élevage de rennes a été fusionnée avec la plus grande ferme collective nommée d'après Staline. L'administration de la ferme collective a été transférée à Manily depuis le village aujourd'hui abandonné d'Ornochiki, mais pendant longtemps, Manily a fait partie de la colonie rurale d'Ornochiki. La colonie n'a été renommée qu'au début des années 1960, lorsqu'Ornochiki a été réinstallée. Selon le site officiel du gouvernement du territoire du Kamtchatka, Manily était déjà  un village assez grand au milieu des années 1960. Sa population dépassait le millier de personnes.

## Politique et administration
Le chef du village depuis 2016 est Lev Mikhaïlovitch Linkov. Originaire du village de Kamenskoïe, raïon de Penjina, région du Kamtchatka. A Manily, il a remporté les élections avec le soutien du parti Russie unie.

## Démographie
Manily est le plus grand village du raïon de Penjina, dépassant en population le centre régional - le village Kamenskoïe.

## Économie
Le salaire mensuel moyen à Manily est de 18 500 roubles. Les gens sont employés dans les entreprises et départements municipaux (logement et services communaux, éducation, médecine), ainsi que dans le travail de 6 communautés tribales.

## Culture locale et patrimoine
L'école abrite un petit musée d'histoire locale. Un monument à la mémoire du poète local et ambulancier à temps partiel, Shor, a été érigé dans le village.